# 7747 Міхаловскі
7747 Міхаловскі (7747 Michałowski) — астероїд головного поясу, відкритий 19 вересня 1987 року.
Тіссеранів параметр щодо Юпітера — 3,540.